# Episodi di Tierra de Lobos - L'amore e il coraggio (prima stagione)
La prima stagione della serie televisiva Tierra de Lobos - L'amore e il coraggio, composta da 13 episodi, è stata trasmessa in prima visione assoluta in Spagna da Telecinco dal 29 settembre al 28 dicembre 2010.
In Italia la stagione è stata trasmessa in prima visione in chiaro da Rete 4 dal 28 agosto al 28 ottobre 2012; nella messa in onda italiana, la prima stagione è stata rimontata in modo da formare 10 episodi di circa 90 minuti, contro i 13 episodi da 70 minuti della versione originale.
| nº | Titolo                         | Prima TV Italia   |
| -- | ------------------------------ | ----------------- |
| 1  | Alla ricerca di una nuova vita | 28 agosto 2012    |
| 2  | Contese e passioni             | 4 settembre 2012  |
| 3  | L'acqua della discordia        | 9 settembre 2012  |
| 4  | Promessa nuziale               | 16 settembre 2012 |
| 5  | Destini                        | 23 settembre 2012 |
| 6  | Duello all'alba                | 30 settembre 2012 |
| 7  | La fuga                        | 7 ottobre 2012    |
| 8  | Complotti                      | 14 ottobre 2012   |
| 9  | La condanna di Cesar           | 24 ottobre 2012   |
| 10 | Resa dei conti                 | 28 ottobre 2012   |

## Alla ricerca di una vita

### Trama
Cesar e Roman, noti come i fratelli Bravo, fuggendo dal Portogallo dopo una rapina in banca fallita a causa di un'imboscata, si nascondono nella vecchia fattoria del padre, la Quebrada. Presto scoprono che la terra che li circonda è di proprietà di un certo signor Lobo, rispettato e temuto dagli abitanti del paese vicino. Lobo non tarda a farsi conoscere dai Bravo e con l'aiuto dei suoi scagnozzi cerca di convincerli a vendergli la terra. Nel frattempo Cesar si imbatte casualmente in Almudena, una delle figlie di Lobo e poco dopo Rosa, la più giovane, si ammala di tubercolosi.
- Ascolti Italia: telespetattori 1.205.000 – share 6,08%[1]

## Contese e passioni

### Trama
Il dottore del villaggio accenna a Roman di conoscere la verità sulle ossa scomparse del padre, ma la stessa notte il medico viene trovato morto, apparentemente per un'iniezione di droga. Il mistero si complica quando Jean Marie entra in possesso di una lettera firmata dal padre dei Bravo, in cui l'uomo dichiara di volersi togliere la vita. I sospetti dei ragazzi cadono ancora una volta su Lobo, che cerca nuovamente di eliminarli tramite il suo collaboratore più fedele, Anibal.
- Ascolti Italia: telespettatori 1.930.000 – share 8,49%[2]

## L'acqua della discordia

### Trama
Gli abitanti del villaggio, capitanati da Herminia e Anselmo, marciano sulla Quebrada e stanno per dare alle fiamme la casa dei Bravo e linciare i due fratelli. Li salva l'annuncio che al paese è tornata l'acqua: Jean Marie è infatti riuscito a spostare un grosso masso (collocato volontariamente) che ostruiva il passaggio dell'acqua. Roman riceve una nuova offerta da parte di Lobo e, insoddisfatto della sua nuova vita, pare accettare. Alla fine, però, si riallinea al fratello maggiore, determinato a non vendere. Roman annuncia comunque che partirà da solo.
- Ascolti Italia: telespettatori 1.301.000 – share 6,48%[3]

## Promessa nuziale

### Trama
Nieves provoca Sagasta, che cerca di baciarla fermato dall'arrivo di Anibal. Lobo è furioso con Sagasta. Lobo comunica a Nieves che quel giorno stesso entrerà in convento per sempre. Nieves va a parlare con Sagasta scusandosi e dicendogli che vuole entrare in convento. Poco dopo l'uomo chiede la sua mano a Lobo, dicendogli che la faccenda del treno si può sistemare.
- Ascolti Italia: telespettatori 1.343.000 – share 5,78%[4]

## Destini

### Trama
Roman affronta Fidel al bordello, naturalmente vince e lo umilia anche davanti a Lobo che lo lascia al suo destino. Sebastian decide di fare la spia per ingraziarsi Lobo ed essere preso alle sue dipendenze e annuncia che i due fratelli stanno facendo la prima spedizione attraverso il passo sul fiume senza sapere che in realtà è un tranello. Lobo manda Anibal a fermare Cesar ma troveranno il carro vuoto.
- Ascolti Italia: telespettatori 1.531.000 – share 6,39%[5]

## Duello all'alba

### Trama
Gli svizzeri sono entusiasti dell'acqua della fonte dei Bravo e propongono un accordo vantaggioso per i fratelli. Nieves accarezza l'idea di tenere il figlio di un entusiasta Anibal anche se la tata la avverte che il padre renderà loro la vita difficile. Il sindaco vuole lasciare Tierra de Lobos e cerca di convincere il cocchiere, appena arrivato, a partire immediatamente.
- Ascolti Italia: telespettatori 1.618.000 – share 6,67%[6]

## La fuga

### Trama
Lobo, infuriato dopo che Almudena ha affermato di amare un altro uomo, decide di chiuderla in camera sua fino al giorno del matrimonio. Cesar e Roman trovano Fidel e tentano di salvare Jean Marie. Purtroppo Fidel ha la meglio e cattura anche i due fratelli. Le figlie di Lobo protestano col padre per la "reclusione" di Almudena. Lobo è irremovibile.
- Ascolti Italia: telespettatori 1.454.000 – share 5,89%[7]

## Complotti

### Trama
Lobo chiede ad Almudena di tornare a casa. In cambio potrà fidanzarsi con Cesar. Al ritorno, Almudena incontra la Tata e le sorelle: tutte sono scettiche sul fatto che Lobo le permetterà di sposare Cesar. Nel frattempo, Cesar va alla tenuta come fidanzato di Almudena: egli non crede che Lobo acconsentirà al matrimonio, ma Almudena è fiduciosa. I due progettano di vedersi la sera successiva al ballo che si terrà nella piazza del paese in occasione della fiera. Il caporale incontra lungo il sentiero che porta al paese una donna in avanzato stato di gravidanza, che gli dice che sta cercando Cesar Bravo.
- Ascolti Italia: telespettatori 1.698.000 – share 7,06%[8]

## La condanna di Cesar

### Trama
Cesar viene arrestato per l'omicidio di Carmen. Tuttavia il corpo della vittima non si trova. Lobo e Almudena hanno un durissimo scontro nel quale lei grida l'innocenza di Cesar e la convinzione che suo padre abbia architettato tutto e fugge sotto gli occhi meravigliati della Tata. A sorpresa Almudena va a trovare in carcere Cesar. In un duro confronto i due ribadiscono le proprie posizioni e si minacciano a vicenda.
- Ascolti Italia: telespettatori 1.532.000 – share 5,82%[9]

## Resa dei conti

### Trama
Roman, Jean Marie e Lola arrivano al penitenziario per l'esecuzione di Cesar. Almudena, a sorpresa, gli annuncia che la condanna a morte è stata commutata in ventincinque anni ai lavori forzati e che dovrà dimenticarla per sempre. Jean Marie e Lola scoprono che Carmen è ancora viva e non è affatto incinta. Almudena dice a Felix che, visto che non potrà mai avere Cesar, vorrebbe dare un'altra occasione alla loro storia. I due si baciano.
- Ascolti Italia: telespettatori 1.768.000 – share 6,92%[10]